# Gratangen
Gratangen (tiếng Bắc Sami: Rivttáid suohkan) là một đô thị ở hạt Troms, Na Uy. Nó là một phần của khu vực truyền thống Hålogaland. Trung tâm hành chính của đô thị này là làng Årstein. Đô thị này bao gồm đất ở cả hai phía của vịnh hẹp Gratangen. Xa lộ châu Âu E6 đường chạy qua phía đông nam của đô thị này. Khu định cư lớn nhất trong đô thị này là Årstein, nằm khoảng 60 km về phía bắc Narvik và 85 km về phía đông của Harstad.